# つくば市立菅間小学校
つくば市立菅間小学校（つくばしりつ すがましょうがっこう）は、茨城県つくば市中菅間にあった公立小学校。つくば市立筑波西中学校及び他の2小学校とともに、つくば百合ケ丘学園を構成していた。
つくば紫峰学園とつくば百合ヶ丘学園を構成する7小学校2中学校を統合した秀峰筑波義務教育学校がつくば市役所筑波庁舎の跡地に設置され、2018年（平成30年）3月31日に閉校した。

## 概要

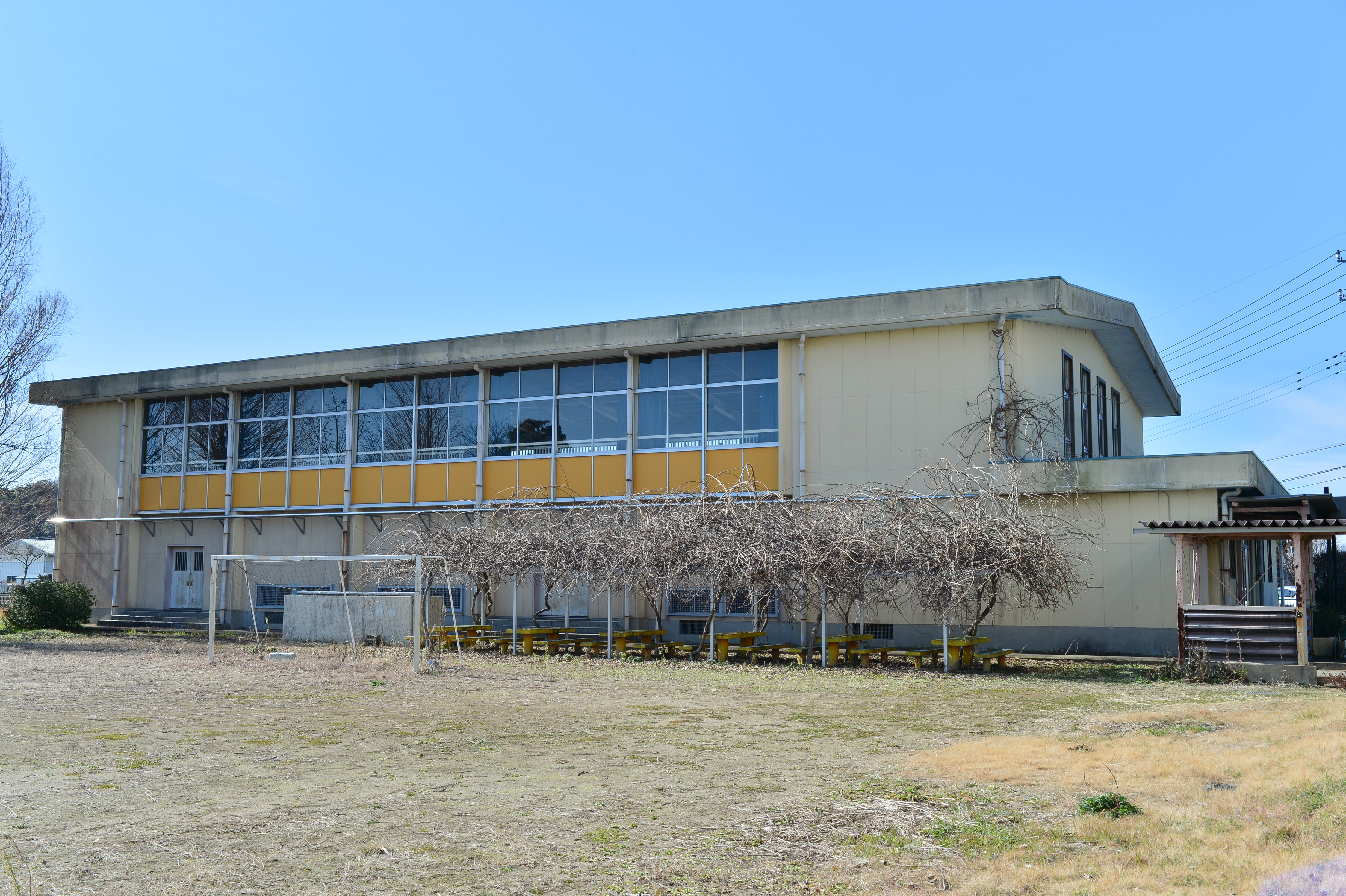
体育館

つくば市の北部に位置する。

## 沿革
- 1873年（明治6年）4月 - 菅間小学校創立（民家借用）[1]。
- 1878年（明治11年）4月 - 現在地に校舎建築[1]。
- 1886年（明治19年）4月 - 中菅間尋常小学校と校名変更[1]。
- 1893年（明治26年）9月 - 高等小学校を併置する[1]。
- 1941年（昭和16年）4月 - 菅間国民学校と校名変更[1]。
- 1947年（昭和22年）4月 - 菅間村立菅間小学校となる[1]。
- 1957年（昭和32年）7月 - 筑波町立菅間小学校となる[1]。
- 1988年（昭和63年）1月 - つくば市立菅間小学校となる[1]。
- 2018年（平成30年）3月31日 - 閉校。

## 学区
中菅間・上菅間・洞下・池田・高野原新田・磯部。

## 進学
- つくば市立筑波西中学校